# Liste des épisodes de The Grand Tour
The Grand Tour est une émission de télévision diffusée par Amazon Video, produite par Andy Wilman et présentée par Jeremy Clarkson, Richard Hammond et James May.

## Saison 1 (2016-2017)
| #  | Titre et localité                                                                   | Résumé | Durée  | Invité(s)                                                         | Diffusion originale |
| -- | ----------------------------------------------------------------------------------- | --- | ------ | ----------------------------------------------------------------- | ------------------- |
| 1  | The Holy Trinity (La Sainte Trinité) ( Los Angeles)                                 | L'équipe teste trois supercars hybrides sur le circuit de l’Algarve au Portugal (McLaren P1 • Porsche 918 • LaFerrari) • Présentation de la nouvelle piste d'essai « Eboladrome » avec des roulages de la Ferrari 488 et de la BMW M2. | 71 min | Hothouse Flowers • Armie Hammer • Jeremy Renner • Carol Vorderman | 18 novembre 2016    |
| 2  | Operation Desert Stumble (La Traversée du désert) ( Johannesburg)                   | Jeremy essaie l'Aston Martin Vulcan • Les trois présentateurs sont envoyés dans un camp militaire en Jordanie pour faire un exercice des soldats de la Special Air Service. | 58 min | Charlize Theron                                                   | 25 novembre 2016    |
| 3  | Opera, Arts and Donuts (Opéra, art et donuts) ( Whitby)                             | Le trio réalise un « Grand Tour » en Italie (Aston Martin DB11 • Rolls-Royce Dawn • Dodge Challenger SRT Hellcat) • Jeremy présente son véhicule autonome • James et Richard détruisent la maison de Jeremy à la suite d'un pari perdu. | 63 min | Simon Pegg                                                        | 2 décembre 2016     |
| 4  | Enviro-mental (Eco-conduite) ( Whitby)                                              | Jeremy teste la Porsche 911 GT3 RS et la compare à la BMW M4 GTS • L'équipe se rend au Pays de Galles pour essayer leurs véhicules respectueux de l'environnement fabriqués à partir d'un châssis de Land Rover Discovery. | 62 min | Jimmy Carr                                                        | 9 décembre 2016     |
| 5  | Morroccan Roll (Échappée marocaine) ( Rotterdam)                                    | Les trois présentateurs examinent trois voitures au Maroc pour déterminer laquelle est la meilleure voiture de sport (Mazda MX-5 • Zenos E10S • Alfa Romeo 4C Spider) • Richard et James tentent de réinventer la bataille navale avec des voitures.                                                                                              | 62 min | Golden Earring                                                    | 16 décembre 2016    |
| 6  | Happy Finnish Christmas (Course polaire) ( Saariselkä)                              | Richard accueille en Angleterre la Ford Mustang GT pour une visite touristique avant d'être rejoint par Jeremy au volant d'une Ford Focus RS • Le trio propose des idées cadeaux pour Noël • James revient sur la rivalité entre Ford et Ferrari lors des 24 Heures du Mans dans les années 1960.                                                 | 62 min | Kimi Räikkönen                                                    | 23 décembre 2016    |
| 7  | The Beach (Buggy) Boys - Part 1 (Les Buggy Beach Boys – première partie) ( Namibie) | L'équipe veut prouver à son producteur que les buggys ont un intérêt en parcourant 1 600km le long de la côte des squelettes jusqu'à la frontière angolaise. | 45 min | —                                                                 | 30 décembre 2016    |
| 8  | The Beach (Buggy) Boys - Part 2 (Les Buggy Beach Boys – seconde partie) ( Namibie)  | Jeremy, James et Richard continuent leur road trip en rencontrant des difficultés pour atteindre leur point final. | 60 min | —                                                                 | 31 décembre 2016    |
| 9  | Berks to the Future (Grand Tour vers le futur) ( Stuttgart)                         | James prend en main la Honda NSX • Jeremy fabrique sa version du SUV avec un châssis de Land Rover Discovery • Le trio trouve des alternatives aux batteries pour recharger leur téléphone • Richard conçoit des véhicules capables de résister à l'apocalypse malgré les doutes émis par ses collègues.                                          | 62 min | Nena                                                              | 6 janvier 2017      |
| 10 | Dumb Fight at the O.K. Coral (Les bras cassés à la Barbade) ( Nashville)            | Jeremy fait un essai de l'Alfa Romeo Giulia Quadrifoglio • Les trois présentateurs se rendent à la Barbade pour résoudre le problème de la disparation des récifs coralliens avec des carcasses de voitures. | 61 min | Brian Johnson                                                     | 13 janvier 2017     |
| 11 | Italian Lessons (Virée à l’Italienne) ( Loch Ness)                                  | Richard analyse la Fiat Abarth 124 Spider • L'équipe traverse le nord de la France à bords de Maserati à moins de 8 000 £ (Biturbo S Coupé • 430 Saloon • Zagato Spyder) • Jeremy propose un nouveau système de commande vocale. | 61 min | Chris Hoy                                                         | 20 janvier 2017     |
| 12 | [censored] to [censored] (Romance en 4x4) ( Loch Ness)                              | Jeremy réalise un test de la Lexus GS F • Le trio voyage sur la Route romantique en Allemagne et en Autriche pour déterminer le meilleur SUV (Bentley Bentayga • Range Rover • Jaguar F-Pace) • Les trois présentateurs émettent des doutes sur l’utilité de l'aide au démarrage.                                                                 | 63 min | Tim Burton                                                        | 27 janvier 2017     |
| 13 | Past v Future (Passé contre futur) ( Dubaï)                                         | Jeremy et James opposent leur véhicule personnel (Volkswagen Golf GTI • BMW i3) • James est envoyé chez des « winchers » qui conduisent des 4x4 dans la boue • Richard apprend à drifter et participe à une compétition • Richard se demande si la Porsche 918 est la meilleure supercar en réalisant des courses en ligne droite pour le savoir. | 62 min | Daniel Ricciardo                                                  | 3 février 2017      |

## Saison 2 (2017-2018)
| #  | N° | Titre                                                 | Résumé | Durée  | Invité(s)                        | Diffusion originale |
| -- | -- | ----------------------------------------------------- | --- | ------ | -------------------------------- | ------------------- |
| 14 | 1  | Past, Present, or Future (Passé, présent ou avenir ?) | L'équipe se rend en Suisse pour déterminer quel est le meilleur moteur entre le thermique, l'hybride et l'électrique (Lamborghini Aventador S • Honda NSX • Rimac Concept One) • Présentation de la nouvelle rubrique « Celebrity Face Off ».                                                            | 70 min | David Hasselhoff • Ricky Wilson  | 8 décembre 2017     |
| 15 | 2  | The Falls Guys (Les garçons du Niagara)               | Une course oppose Jeremy en Ford GT à James et Richard en transports en commun (métro, avion et autobus) de New-York aux chutes du Niagara • Jeremy passe en revue la Mercedes AMG GT R. | 70 min | Kevin Pietersen • Brian Wilson   | 15 décembre 2017    |
| 16 | 3  | Bah Humbug-atti (Courses de Noël)                     | James est à Majorque en Kia Stinger GT pour faire la course contre deux skateurs • Richard et James veulent égayer la pause déjeuner grâce à une compétition automobile • Jeremy expérimente la vie de jet-setteur au volant de la Bugatti Chiron en partant de Saint-Tropez pour rejoindre Turin.       | 61 min | Hugh Bonneville • Casey Anderson | 22 décembre 2017    |
| 17 | 4  | Unscripted (Pas de script)                            | Richard teste la McLaren 720S • Les trois présentateurs se rendent en Croatie pour faire un reportage « non scénarisé » qui complique leur tâche (Audi TT RS • Ariel Nomad • Lada 2107). | 64 min | Michael Ball • Alfie Boe         | 29 décembre 2017    |
| 18 | 5  | Up, Down and Round the Farm (Tour de ferme)           | Richard conduit un sandrail et un char Ripsaw dans le désert et à Dubaï • James fait un essai de la Volkswagen Up! GTi • Jeremy crée un film de gymkhana à bord d'une Subaru WRX STI, James et Richard émettent des doutes sur la véracité du reportage.                                                 | 59 min | Bill Bailey • Dominic Cooper     | 5 janvier 2018      |
| 19 | 6  | Jaaaaaaaags (Des Jaaaaags !)                          | L'équipe traverse le Colorado en Jaguar avec d'anciens modèles pour prouver la fiabilité des voitures de la marque britannique (Jaguar XJR • Jaguar XK8 convertible / Jaguar XJS • Jaguar Mark X / Jaguar XJ6).                                                                                          | 64 min | Luke Evans • Kiefer Sutherland   | 12 janvier 2018     |
| 20 | 7  | It's a Gas, Gas, Gas (Oh oui, de l'essence)           | Richard examine la Lamborghini Huracán Performante • James et Richard présentent des solutions pour faire le plein de carburant sans s’arrêter • Jeremy retrace l'opposition entre Lancia et Audi lors du championnat du monde des rallyes de 1983.                                                      | 65 min | Anthony Joshua • Bill Goldberg   | 19 janvier 2018     |
| 21 | 8  | Blasts from the Past (Coup de vieux)                  | Richard et Jeremy se trouvent à Pau pour tester des voitures des années 1950 à la mode et sont rejoints par James à bord d'une voiture moderne pour se rendre à Barcelone (Jaguar XKSS • Aston Martin DB4 GT • Honda Civic Type R) • Jeremy fait une analyse de la Ford GT.                              | 68 min | Stewart Copeland • Nick Mason    | 26 janvier 2018     |
| 22 | 9  | Breaking, Badly (Nouveau record)                      | Jeremy conduit deux supercars des années 1990, la Jaguar XJ220 et la Bugatti EB 110 Super Sport, afin de déterminer si elles sont aussi performantes que les modèles d'aujourd'hui • Le trio tente de battre le record de vitesse de Grande-Bretagne pour les véhicules amphibies en fabriquant le leur. | 65 min | Dynamo • Penn et Teller          | 2 février 2018      |
| 23 | 10 | Oh, Canada                                            | L'équipe est au Canada pour démontrer que les SUV sont inutiles (Alfa Romeo Stelvio Quadrifoglio • Land Rover Range Rover Velar P380 • Porsche Macan Turbo Performance Pack) • Jeremy teste la Tesla Model X dans la plus grande légalité en présence d'avocats.                                         | 67 min | Rory McIlroy • Paris Hilton      | 9 février 2018      |
| 24 | 11 | Feed the World (Mozambique)                           | Les trois présentateurs sont au Mozambique pour éradiquer la faim dans le monde en transportant du poisson de Maputo au village de Bingo (Mercedes-Benz 200 T • Nissan Navara • TVS Star HLX E5). | 56 min | ...                              | 16 février 2018     |

## Saison 3 (2019)
| #  | N° | Titre                                                                                    | Résumé | Durée  | Diffusion originale |
| -- | -- | ---------------------------------------------------------------------------------------- | --- | ------ | ------------------- |
| 25 | 1  | Motown Funk                                                                              | L'équipe part en pèlerinage à Détroit. Là-bas, ils doivent conduire trois muscle cars customisées de fond en comble dans les rues désertes de cette ville historique (Ford Mustang RTR Spec 3, Hennessey Exorcist Camaro ZL1, Dodge Challenger SRT Demon). • Jeremy se retrouvera au volant d'un monstre de puissance, ultra léger : la McLaren Senna. | 69 min | 18 janvier 2019     |
| 26 | 2  | The Colombia Special Part 1 (Spéciale Colombie - Première partie)                        | Dans cet épisode spécial, l'équipe traverse la Colombie à bord d'une Jeep Wrangler, d'un pick-up Chevrolet Silverado et d'un 4X4 Fiat Panda. Ils ont pour objectif de photographier des animaux sauvages pour en faire des fonds d'écran Amazon. Lors de ce voyage incroyable, ils parcourent des paysages à couper le souffle, affrontent des dangers extrêmes, se livrent à des passe-temps très étranges et croisent peut-être même des animaux. | 55 min | 25 janvier 2019     |
| 27 | 3  | The Colombia Special Part 2 (Spéciale Colombie - Seconde partie)                         | Dans la deuxième partie de cet épisode, Clarkson, Hammond et May continuent leur tâche de photographes animaliers. | 66 min | 26 janvier 2019     |
| 28 | 4  | Pick Up, Put Downs (Les Joies du Pick-Up)                                                | Jeremy Clarkson (Volkswagen Amarok), Richard Hammond (Ford Ranger) et James May (Mercedes Classe X) testent des pick-up avec une série de défis liés aux conditions de vie dans les pays en voie de développement. • Jeremy est à l'Eboladrome pour tester une berline survitaminée, la Jaguar XE Project 8. | 62 min | 1er février 2019    |
| 29 | 5  | An Itchy Urus (Gare à l'Urus)                                                            | Jeremy Clarkson se rend en Suède pour tester le nouveau SUV Lamborghini Urus sur des routes glissantes et enneigées. Il y retrouve Abbie Eaton et sa Porsche 911 Turbo pour une course endiablée sur un lac gelé. • De retour au Royaume-Uni, James May fait une rare visite à l'Eboladrome pour essayer l'Alpine A110, et Richard Hammond brosse un portrait du pilote écossais Jim Clark, légende de la course automobile. | 59 min | 8 février 2019      |
| 30 | 6  | Chinese Food for Thought (Chinois ou chez moi ?)                                         | Clarkson, Hammond et May se rendent en Chine pour tenter de prouver qu'il revient moins cher d'importer des voitures d'occasion européennes de luxe que d'en acheter une neuve dans le pays. Pour le prouver, ils parcourent la ville de Chóngqìn dans une vieille Mercedes S600, une BMW 750iL vieillissante et une Cadillac STS. • Hammond se rendra sur circuit afin de tester la NIO EP9, une supercar électrique aux performances éblouissantes. | 71 min | 15 février 2019     |
| 31 | 7  | Well Aged Scotch (Scotch Single Malt)                                                    | L'équipe décide d'acheter des voitures italiennes rares mais abordables financièrement. Avec Clarkson dans une Alfa Romeo GTV6, Hammond dans une Fiat X1/9 et May dans une Lancia Gamma Coupé, le trio s'élance dans un road trip en Écosse sur les routes sensationnelles de la North Coast 500, sur une bande sonore de boîtes de vitesses, d'essuie-glace qui ne fonctionnent plus et Richard Hammond se plaignant du froid intense. • Jeremy se rend à l'Eboladrome pour tester la nouvelle BMW M5 super berline contre la même mais différente Alpina B5. | 67 min | 22 février 2019     |
| 32 | 8  | International Buffoons’ Vacation (Les vacances du simplet)                               | Dans cet épisode spécial, Clarkson, May et Hammond font un voyage dans le même camping-car à travers le Sud-Ouest américain. Mais rapidement ils décident d'acheter chacun leur propre véhicule qu'ils modifient suivant leurs goûts personnels. Leur voyage à travers le désert du Nevada les amènera à relever plusieurs défis. • Le trio se rend au complexe de Spring Mountain dans une sélection de voitures américaines, Clarkson examine la Chevrolet Corvette ZR-1, Hammond teste la Jeep Grand Cherokee Trackhawk et May conduit la Cadillac CTS-V.   | 82 min | 1er mars 2019       |
| 33 | 9  | Aston, Astronauts and Angelina’s Children (Aston, astronautes et les enfants d’Angelina) | Richard Hammond teste la nouvelle Aston Martin V8 Vantage sur l'Eboladrome. • James May nous donne une leçon d'histoire en repensant aux voitures conduites par les astronautes des missions lunaires Apollo et en faisant même un tour dans la Corvette de Neil Armstrong. • Pendant ce temps, Clarkson effectue un test élaboré de la Citroën C3 Aircross et tente de convaincre ses collègues qu'elle est spacieuse, polyvalente et meilleure qu'un éléphant.                                                                                               | 62 min | 8 mars 2019         |
| 34 | 10 | The Youth Vote (Le choix de la jeunesse)                                                 | Jeremy Clarkson, Richard Hammond et James May comparent les citadines sportives. Avec Clarkson dans la VW Polo GTI, Hammond dans la Ford Fiesta ST et May dans la Toyota Yaris GRMN, le trio se dirige vers la piste de rallycross du Grand Tour, mais très vite, on leur dit d'arrêter de jouer et de rendre ces voitures séduisantes pour les jeunes conducteurs. • Hammond et May sont à l'Eboladrome et comparent deux icônes des années 80, la Lamborghini Countach et la Ferrari Testarossa.                                                             | 64 min | 15 mars 2019        |
| 35 | 11 | Sea to Unsalty Sea (Eaux salées et eaux douces)                                          | Jeremy Clarkson, Richard Hammond et James May grimpent au volant d'une Aston Martin DBS, d'une Bentley Continental GT et d'une BMW 850i pour une balade mouvementée entre la Mer Noire en Géorgie et les eaux douces de la Mer Caspienne en Azerbaïdjan. Laquelle de ces GT conviendra le mieux aux passionnés d'eau et de pêche ? | 73 min | 22 mars 2019        |
| 36 | 12 | Legends and Luggage (Bagages et vintage)                                                 | Jeremy Clarkson teste deux Lancia classiques modernisées, la Delta Integrale et la légendaire Stratos • James May revient sur l'incroyable histoire de la Porsche 917, une des voitures de course les plus mythique de tous les temps • Richard Hammond rejoint Clarkson à l'aéroport de Stansted pour tenter de révolutionner les transports aériens en concevant deux versions de bagage à main motorisé. | 58 min | 29 mars 2019        |
| 37 | 13 | Survival of the Fattest (La Loi du plus gros)                                            | Dans cet épisode spécial, Jeremy Clarkson, Richard Hammond et James May sont lâchés dans le désert de Mongolie avec quelques vivres et les pièces pour construire un véhicule dans lequel ils pourront revenir à la civilisation. Le défi sera difficile, surtout avec seulement quelques jours de nourriture et d'eau potable. | 92 min | 5 avril 2019        |
| 38 | 14 | Funeral for a Ford (Funérailles pour une Ford)                                           | Dans ce dernier épisode de cette saison, Jeremy Clarkson, Richard Hammond et James May rendent hommage aux voitures Ford qui ont fait vibrer les britanniques : la Cortina, la Sierra et la Mondeo, cette dernière ayant été récemment mise en arrêt de production. L'émission finit sur un montage des meilleurs moments de The Grand Tour et de Top Gear. Ils annoncent par ailleurs, pleins d'émotion, la fin du format actuel de The Grand Tour mais pas de l'émission en elle-même.                                                                       | 57 min | 12 avril 2019       |

## Saison 4 (2019-2021)
| #  | N° | Titre                                                                           | Résumé | Durée  | Diffusion originale |
| -- | -- | ------------------------------------------------------------------------------- | --- | ------ | ------------------- |
| 39 | 1  | The Grand Tour: Seamen (The Grand Tour présente... Seamen)                      | Pour ce premier épisode grand format de la saison, Clarkson, Hammond et May sont privés de voitures et se lancent dans un périple épique à travers le Cambodge et le Viêt Nam… sur des bateaux. Pendant cette épopée qui va mêler frissons, galères et dangers, ils devront trouver leur chemin à travers une voie navigable légendaire, le delta du Mékong.                                                                            | 92 min | 13 décembre 2019    |
| 40 | 2  | The Grand Tour: A Massive Hunt (The Grand Tour présente... La Chasse au trésor) | Les présentateurs se retrouvent sur l'île de la Réunion, Clarkson a choisi une Bentley Continental GT V8, Hammond une Ford Focus RS et May une Caterham 7 310R. Ils commencent par réaliser une course sur la nouvelle route du Littoral. Le trio modifie ensuite leurs voitures et traversent Madagascar à la recherche du trésor du pirate français La Buse.                                                                          | 91 min | 17 décembre 2020    |
| 41 | 3  | The Grand Tour: Lochdown (The Grand Tour présente... Lochdown)                  | Les présentateurs célèbrent les superbes voitures américaines des années 70 qu'ils ont vues dans des émissions de télévision, alors qu'ils parcourent l'Écosse, créant le chaos dans les rues d'Édimbourg et construisant un pont flottant "fait maison" sur la mer des Hébrides. James May conduit une Cadillac Coupe de Ville, Jeremy Clarkson, une Lincoln Continental Mark V et Richard Hammond conduit une Buick Riviera boat-tail | 90 min | 30 juillet 2021     |
| 42 | 4  | The Grand Tour: Carnage A Trois (The Grand Tour présente... Carnage à trois)    | Les présentateurs sillonnent les routes d'Angleterre et du Pays de Galles au volant d'automobiles françaises. | 68 min | 17 décembre 2021    |

## Saison 5 (2022-2024)
| #  | N° | Titre                                                                                         | Résumé | Durée   | Diffusion originale |
| -- | -- | --------------------------------------------------------------------------------------------- | --- | ------- | ------------------- |
| 43 | 1  | The Grand Tour: A Scandi Flick (The Grand Tour présente les contrées sauvages de Scandinavie) | Les présentateurs sillonnent les routes de la Norvège à bord d'une Subaru Impreza WRX, d'une Audi RS4 et d'une Mitsubishi Lancer Evo VIII                                                                                  | 99 min  | 16 septembre 2022   |
| 44 | 2  | The Grand Tour: Eurocrash (The Grand Tour : La grosse Évasion)                                | Les présentateurs sillonnent les routes de l'Europe Centrale de la Pologne à la Slovénie, en passant par la Slovaquie et la Hongrie à bord d'une Chevrolet SSR, d'une Mitsuoka Le-Seyde et d'une Crosley CC Four cabriolet | 91 min  | 16 juin 2023        |
| 45 | 3  | The Grand Tour: Sand Job (The Grand Tour : Trop de Sable)                                     | Les présentateurs sillonnent les routes de la Mauritanie au Sénégal | 136 min | 16 février 2024     |

## Saison 6 (2024)
| #  | N° | Titre                                                                         | Résumé                                                             | Durée   | Diffusion originale |
| -- | -- | ----------------------------------------------------------------------------- | ------------------------------------------------------------------ | ------- | ------------------- |
| 46 | 1  | The Grand Tour : One for the Road (The Grand Tour : Un dernier pour la route) | Les présentateurs sillonnent les routes du Zimbabwe et du Botswana | 130 min | 13 septembre 2024   |

Le dernier épisode se finit sur la chanson My Sweet Lord de George Harrison.